# Großes Bundesverdienstkreuz (Tatsachenroman)
Der Tatsachenroman Großes Bundesverdienstkreuz von Bernt Engelmann ist im Spätherbst 1974 erschienen. Es handelt sich um einen aufgrund der Entstehungs- und Rezeptionsgeschichte historisch wie auch politisch bedeutsamen Roman über den deutschen Unternehmer Fritz Ries. Im Sommer 1974 hatte der Roman einen Dauerplatz auf den deutschen Bestseller-Listen.

## Inhalt
Thematisch geht es um Arisierung, Zwangsarbeit, Versklavung und Korruption, welche als die Basis des wirtschaftlichen Erfolgs von Fritz Ries und anderen Unternehmern in den 1950er Jahren dargestellt werden, dabei wird die Verstrickung hochrangiger Wirtschaftsgrößen und Politiker aufgezeigt.
In dem 236 Seiten umfassenden Buch werden bedeutende Personen aus Wirtschaft und Politik behandelt, darunter Hanns Martin Schleyer, Friedrich Flick, Eberhard Taubert, Franz Josef Strauß, Marianne Strauß, Karl Friedrich Grau und andere. Ferner wird die Wirtschaftsgeschichte der Firmen Flügel & Polter, Pegulan-Werke AG (heute: Tarkett), Badische Plastic-Werke (heute: Samvardhana Motherson Peguform), und ROPLASTA-International Dyna-Plastik-Werk dargestellt.
Der Text von Bernt Engelmann besteht inhaltlich aus einem fiktiven Teil und einem Tatsachenteil. Die literarische wie auch journalistische Berechtigung dieser Darstellungsform erklärt und dokumentiert er in den um 50 Seiten erweiterten späteren Ausgaben in einem Teil 2 mit dem Titel Ein Buch, seine Entstehung und seine Wirkung. Er beschreibt seine Recherchen beim West-Berliner Document Center, beim Münchener Institut für Zeitgeschichte sowie auf schriftlichem Wege bei der Library of Congress in Washington. Die Hauptverwaltung A der Stasi stellte ferner Archiv-Dokumente über die nationalsozialistische Vergangenheit von Fritz Ries zur Verfügung.
Zahlreiche Dokumente sind in Kopie abgebildet.

## Prozess
Ebenfalls ist der Prozess dokumentiert, den Ries gegen Engelmann vor der 17. Zivilkammer des Landgerichtes Stuttgart führte. Engelmann musste keine der Aussagen des Romans widerrufen und erhob im Gegenzug Klage gegen Ries, und zwar auf Feststellung der Richtigkeit all jener Punkte, auf die es ihm ankam. Der Prozess fand bei in- und ausländischen Zeitungs-, Rundfunk- und Fernsehberichterstattern so große Beachtung, dass im Gerichtssaal nicht alle von ihnen Platz fanden. Von den am Ende 42 strittigen Tatsachenbehauptungen sahen die Richter vierzig als voll erwiesen an. Lediglich bei zwei Behauptungen konnte der Wahrheitsbeweis nicht erbracht werden. Dies betrifft zum einen die Schlussfolgerung, Fritz Ries habe tatsächlich die ihm zugedachte Tätigkeit als V-Mann der Gestapo ausgeführt, und zum anderen die Behauptung, ein Reichsbahnbeamter sei von Ries bestochen worden, um die Heimtransporte der Kriegsbeute von Ries zu organisieren. Bereits zu Prozessbeginn gab der Vorsitzende Richter zu erkennen, dass Ries wohl den Vorwurf hinnehmen müsse, er sei der Unternehmer gewesen, der im NS-Reich jüdische Betriebe arisiert habe, dem es gelungen sei, Vermögenswerte in den Westen zu bringen, und dem es gelungen sei, im Nachkriegsdeutschland abermals zum erfolgreichen Unternehmer aufzusteigen. Beachtung fand auch die Aussage von Ries, dass er sein damaliges Verhalten moralisch nicht für verwerflich halte.

## Rezeption
Bis Ende 1986 verkaufte sich das Buch bereits über 500.000-mal und fand internationale Beachtung. Die linke Szene griff aufgrund des Wahrheitsbeweises, der vor Gericht geführt wurde, immer wieder auf den Roman zurück und kritisierte von Ries geförderte Politiker wie Helmut Kohl und Kurt Biedenkopf. Fragen in diesem Zusammenhang wurden auch in Untersuchungsausschüssen zu Ende der Amtszeit von Helmut Kohl gestellt.

## Ausgaben
- Bernt Engelmann: Großes Bundesverdienstkreuz. AutorenEdition, Darmstadt 1974, ISBN 3-570-02259-5.
- Bernt Engelmann: Großes Bundesverdienstkreuz. Steidl Verlag, Göttingen, 1998, ISBN 3-88243-603-4.
- Bernt Engelmann: Großes Bundesverdienstkreuz. Steidl Verlag, Göttingen, 2002, ISBN 3-88243-314-0.